# Making a Living
Making a Living (ook gekend als Doing His Best, A Busted Johnny, Troubles en Take My Picture) is een Amerikaanse stomme film uit 1914, geregisseerd door Henry Lehrman. Het is de eerste film waarin Charlie Chaplin speelt.

## Rolverdeling
| Acteur           | Personage  |
| ---------------- | ---------- |
| Charlie Chaplin  | oplichter  |
| Virginia Kirtley | dochter    |
| Alice Davenport  | moeder     |
| Henry Lehrman    | reporter   |
| Minta Durfee     | vrouw      |
| Chester Conklin  | politieman |